# Димитров, Георгий Михайлович
Гео́ргий Миха́йлович Дими́тров, или Гео́рги Миха́йлов Димитро́в (болг. Гео̀рги Миха̀йлов Димитро́в; 18 июня 1882, село Ковачевци, ныне Перникская область, Болгария — 2 июля 1949, посёлок Барвиха, Московская область, СССР) — болгарский революционер, государственный, политический и партийный деятель. Деятель болгарского и международного коммунистического движения.
Димитрова называли «болгарским Лениным» и вождём болгарского народа. После смерти ему был построен мавзолей в Софии наподобие ленинского.

## Биография
Сын беженцев из Пиринской Македонии Димитра Тренчева и Парашкевы Досевой, которая после Лейпцигского процесса стала знаменита и являлась протестантской верующей. С 1894 года работал наборщиком. С 1901 года — секретарь софийского профсоюза печатников.

### Болгарский революционер, парламентарий и мятежник
В 1902 году вступил в Болгарскую рабочую социал-демократическую партию (БРСД), а в 1903 году вошёл во фракцию «тесных социалистов».
Летом 1906 года являлся одним из руководителей Перникской стачки.
С 1909 года — член ЦК БРСД, которая в 1919 году была преобразована в Болгарскую коммунистическую партию (БКП). В 1909—1923 годах — секретарь Общего рабочего профсоюза, организатор забастовок. В 1913—1923 годах — депутат Болгарского парламента. В 1921 году участвовал в работе III конгресса Коминтерна и в том же году был избран членом Центрального совета Профинтерна. В сентябре 1923 года — один из руководителей вооруженного восстания против правительства Цанкова в Болгарии. После провала попытки захвата власти бежал вместе с В. Коларовым и другими агентами Коминтерна в Югославию, затем жил в СССР. За участие в вооруженном мятеже был заочно приговорён к смертной казни.

### Агент Коминтерна в Германии
Осенью 1929 года переехал в Германию. Проживал в Берлине инкогнито. Активно участвовал в деятельности Коминтерна, вёл коммунистическую пропаганду. В секретной советской корреспонденции для Г. Димитрова использовалось кодовое имя «Бриллиант».
Был арестован нацистскими властями по обвинению в причастности к поджогу Рейхстага 27 февраля 1933 года, однако на Лейпцигском процессе в сентябре-декабре 1933 был оправдан, так как доказал алиби. В ходе судебного процесса Димитров выстроил защиту таким образом, что из обвиняемого превратился в обвинителя нацистов. Речь Димитрова на Лейпцигском процессе в дальнейшем послужила образцом для выступлений коммунистов перед судом во многих странах: Тойво Антикайнена, которого называли «Северный Димитров», в Финляндии; Никоса Белояниса в Греции, Брама Фишера в Южной Африке. Димитров хорошо владел немецким языком и его выступления на процессе были широко использованы в антинацистской пропаганде. Так как болгарское правительство отказалось считать 3 болгарских коммунистов: Димитрова и его соратников Попова и Танева своими гражданами, правительство СССР, по ходатайству их семей, признало их гражданами Советского Союза, гражданство было оформлено 15 февраля 1934 года, создав таким образом возможность их освобождения из тюрьмы.

### Лидер Коминтерна

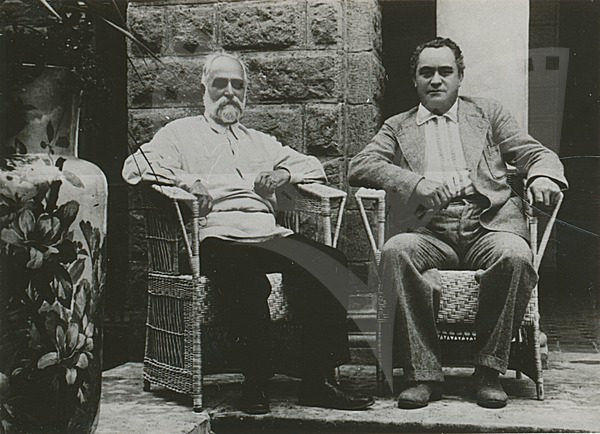
Филипп Махарадзе и Георгий Димитров, Боржоми, Грузинская ССР, 1934 г.

27 февраля 1934 года Димитров, Танев и Попов были на аэроплане перевезены в Москву. Первой выборной должностью Димитрова в СССР стало место депутата Ленсовета, который на тот момент размещался в Смольном, и куда Димитров был избран сразу по прибытии в страну.
В конце апреля 1934 года был избран членом Политической комиссии Исполкома Коминтерна (ИККИ) и назначен руководителем Среднеевропейского секретариата Коминтерна. Таким образом в 1930-х годах Димитров наряду с Эрнстом Тельманом и Долорес Ибаррури стал одним из лидеров международного коммунистического движения. В конце мая 1934 года в связи с предстоящим VII Конгрессом Коминтерна Димитров был назначен докладчиком по самому важному пункту повестки дня: о наступлении фашизма и задачах Коминтерна в борьбе за единство рабочего класса. В 1935 году был избран генеральным секретарём ИККИ.
После VII конгресса Коминтерн провозгласил курс на широкую антифашистскую коалицию. В период репрессий 1937—1938 годов влияние Коминтерна снизилось. Димитров не был репрессирован, в отличие от некоторых руководителей компартий Восточной Европы.
В 1937—1945 годах — депутат Верховного Совета СССР. 22 июня 1941 года был поставлен во главе «руководящей тройки» ИККИ и возглавил всю текущую его деятельность. В 1942 году поставлен во главе созданного под контролем Москвы Отечественного фронта Болгарии. 15 мая 1943 года Коминтерн был распущен, и Димитров в июне 1943 года был назначен заведующим отделом международной политики ЦК ВКП(б), который благодаря Димитрову стал фактическим преемником дела Исполкома Коминтерна.

### Лидер Болгарии
После того как в Болгарии был установлен просоветский режим, Димитров в ноябре 1945 года прибыл на родину. С 6 ноября 1946 года был назначен председателем Совета министров. С декабря 1948 года и до смерти занимал должность генерального секретаря ЦК БКП.

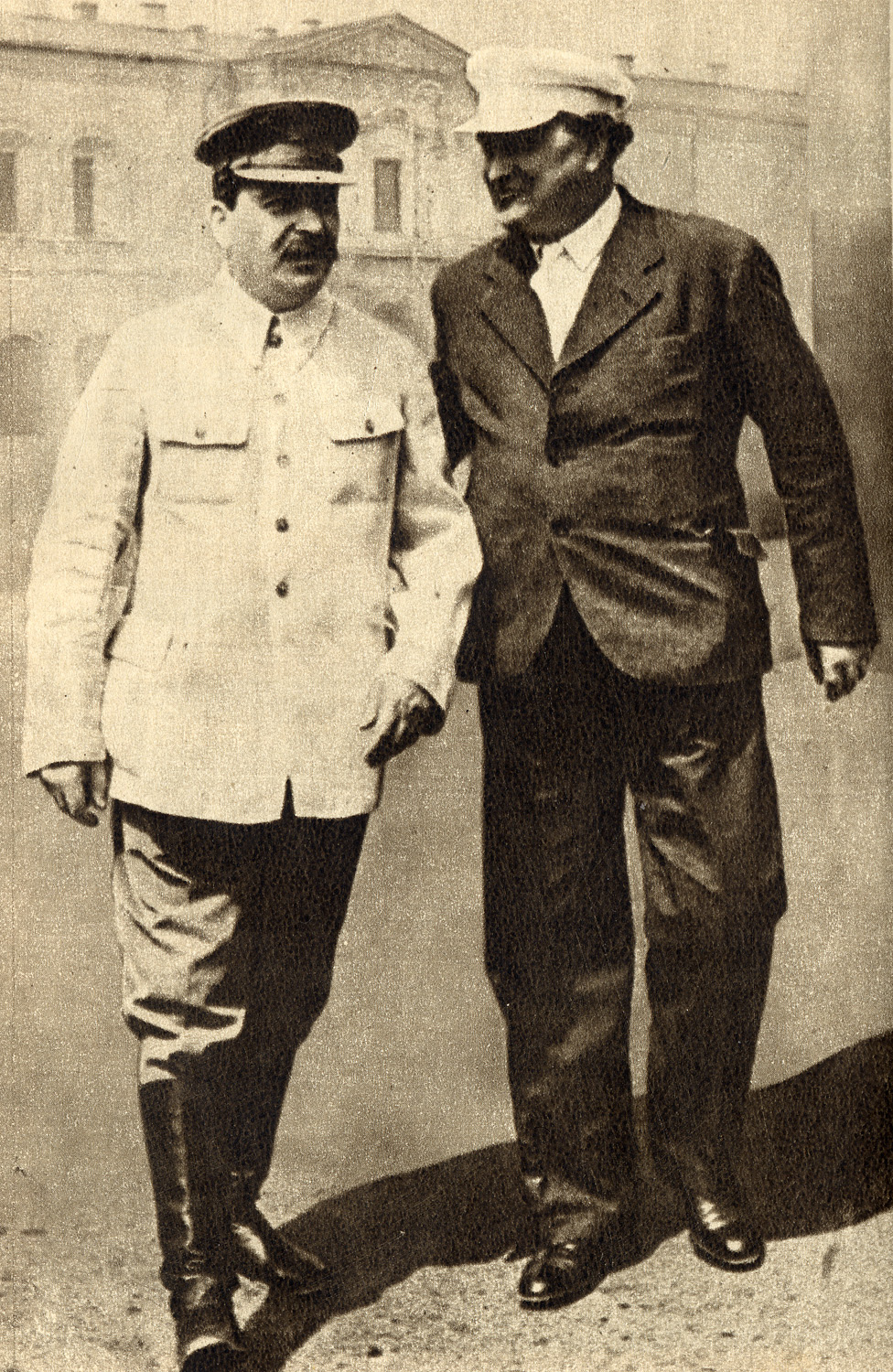
И. Сталин и Г. Димитров направляются на физкультурный парад на Красной площади. 1936 год.

### План создания Болгаро-Югославской федерации
Димитров активно поддерживал идею создания Болгаро-Югославской федерации, что после разрыва И. В. Сталина с И. Броз Тито вызвало большое недовольство советского руководства. После осуждения позиции Тито ЦК ВКП(б) Димитров выступил в поддержку югославского лидера. Однако у Тито и Димитрова имелись серьёзные разногласия по македонскому вопросу. Тито настаивал на признании македонцев самостоятельной нацией, а Димитров считал их субэтносом болгарского народа. Также Димитров поддерживал весьма тёплые отношения с лидером Албании Э. Ходжей, несмотря на неприязненное отношение последнего к Тито ещё до кризиса советско-югославских отношений.

### Смерть
Доктор А. Л. Мясников вспоминает: «я вместе с И. М. Эпштейном (моим однокурсником, а ныне профессором-урологом I МОЛМИ) вылетели на специальном самолёте (салон, кровати) в Софию в связи с болезнью Георгия Димитрова… (он) был болен циррозом печени с асцитом. Мне он понравился как человек. Он был прост, сердечен. Лицо его чем-то напоминало кавказские лица (да и болгары вообще мне показались похожими не то на грузин, не то на армян), только глаза были совсем другие, светлые, серые и как бы излучали свет; сияние этих глаз говорило о душевной чистоте и вместе с тем проницательности. Говорил он по-русски, но охотнее — по-немецки (он ведь долгое время жил в Германии, а в России — мало). (…) Димитрова, после переговоров с Москвой, решили переправить в Барвиху».
В апреле 1949 года Димитров приехал в Москву на лечение. Он страдал от цирроза печени, сахарного диабета, хронического простатита. Уже через две недели после приезда состояние здоровья Димитрова резко ухудшилось. 2 июля 1949 года Георгий Димитров умер в Барвихе под Москвой, где он проходил лечение. Видные советские врачи диагностировали сердечную недостаточность II степени.
Мясников сообщает: «В Москве Димитров ещё болел около полугода, а потом умер. Между прочим, в асцитической жидкости наши лаборанты (Абрикосова) нашли „раковые клетки“, но мы не сбились с диагноза, и на вскрытии оказался только цирроз, рака не было».
Тело Димитрова было возвращено в Софию вскрытое и забальзамированное.
Петер Гылыбов, у которого хранился мозг Димитрова, был сотрудником болгарской мавзолейной группы с 1949 по 1990 годы, до момента захоронения Георгия Димитрова. При перезахоронении Гылыбову удалось взять образцы волос Димитрова и вместе со своими коллегами провести экспертизу имевшихся останков. Исследования показали, что в образцах волос было повышено содержание ртути. Однако версия отравления так и не стала официальной.

## Мавзолей

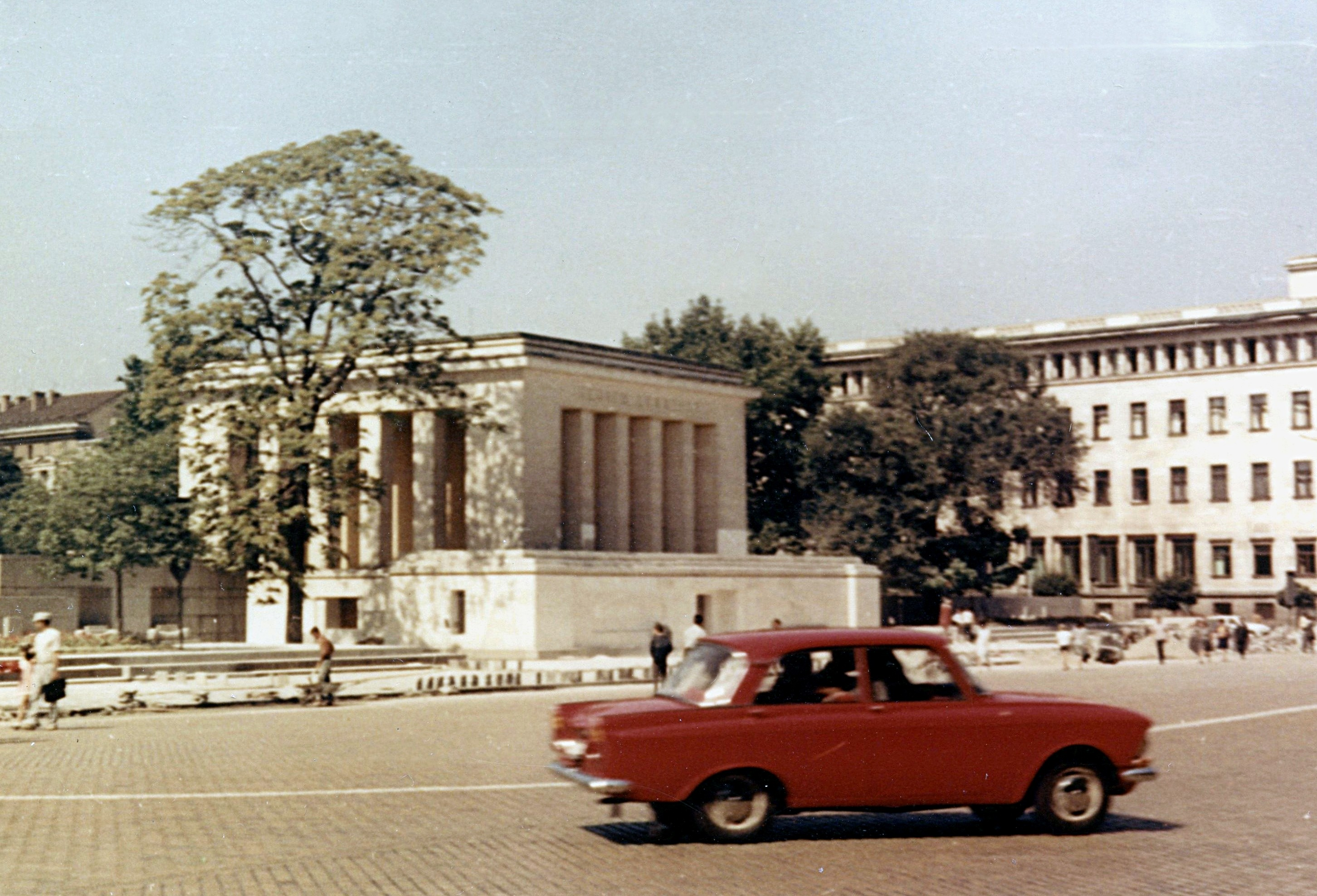
Мавзолей в августе 1969 г.

Бальзамированное тело Георгия Димитрова в саркофаге было помещено в специально построенный мавзолей. После падения коммунистического режима в Болгарии, в 1990 году, партия БСП (бывшая Болгарская коммунистическая партия) по просьбе родственников, согласно официальной версии, приняла решение о перезахоронении тела.
После кремации прах Георгия Димитрова был захоронен на Центральном кладбище Софии в могиле его матери (П22, 42.716678 N, 23.338698 E). Мавзолей в центре Софии был взорван с пятой попытки. 21 августа 1999 года в результате двух взрывов мавзолей разрушился не целиком и его доразбирали в течение нескольких дней.

## Награды
- Орден Ленина (26 июня 1945) — за выдающиеся заслуги в борьбе против фашизма
- Орден «9 сентября 1944 года» 1 степени с мечами (9 сентября 1945)
- Орден Народной Республики Болгария 1 степени (18 июня 1947)

## Семья

Могила Мити Димитрова

Был женат дважды. Первая супруга (с 1906 г.), профсоюзная активистка сербского происхождения Люба Ивошевич, покончила жизнь самоубийством в 1933 г. на фоне психической болезни и депрессии. Вторая супруга (с ноября 1934) — Роза Юльевна Флейшман (1898—1958), журналистка и политэмигрантка из Австрии. Имел несколько приёмных детей.
Люба Ивошевич, Роза Флейшман-Димитрова и сын Митя (1936—1943) похоронены в Москве, на Новодевичьем кладбище.

## Память

### Города, названные и переименованные в честь Георгия Димитрова
В честь Георгия Димитрова были названы пять городов:
- город Димитрово (ныне Перник, Болгария).
- город Димитров (ныне Мирноград, Донецкая область, Украина).
- Димитровград (город в Болгарии, новопостроенный город)
- Димитровград (город в Сербии, бывший Цариброд).
- Димитровград (Россия, бывший Мелекесс, Ульяновская область).

### Улицы, проспекты и авеню, переименованные в честь Георгия Димитрова
- В Абакане, Хакасия одна из улиц названа в честь Георгия Димитрова.
- В Астрахани одна из улиц в Трусовском районе названа именем Георгия Димитрова (микрорайон № 6 недалеко от АЦКК).
- В Барнауле имя Георгия Димитрова носит одна из улиц в центральной части города (пересекает главную улицу города — проспект Ленина). Здание Администрации Алтайского края расположено на отрезке проспекта Ленина между улицей Димитрова и улицей Молодёжной. Также на улице им. Димитрова расположен один из корпусов АлтГУ и корпуса «А», «Б», «В», «Г», а также новый корпус АлтГТУ им. И. И. Ползунова.
- В Баку (Азербайджан) одна из улиц носила название Димитрова.
- В Бердичеве (Украина) одна из улиц носила название Димитрова — переименована.
- В Брезове (Болгария) центральная улица носит его имя[18].
- В Брянске есть улица им. Димитрова, расположенная в Володарском районе города.
- В городе Витебске (Белоруссия) одна из улиц названа в честь Георгия Димитрова.

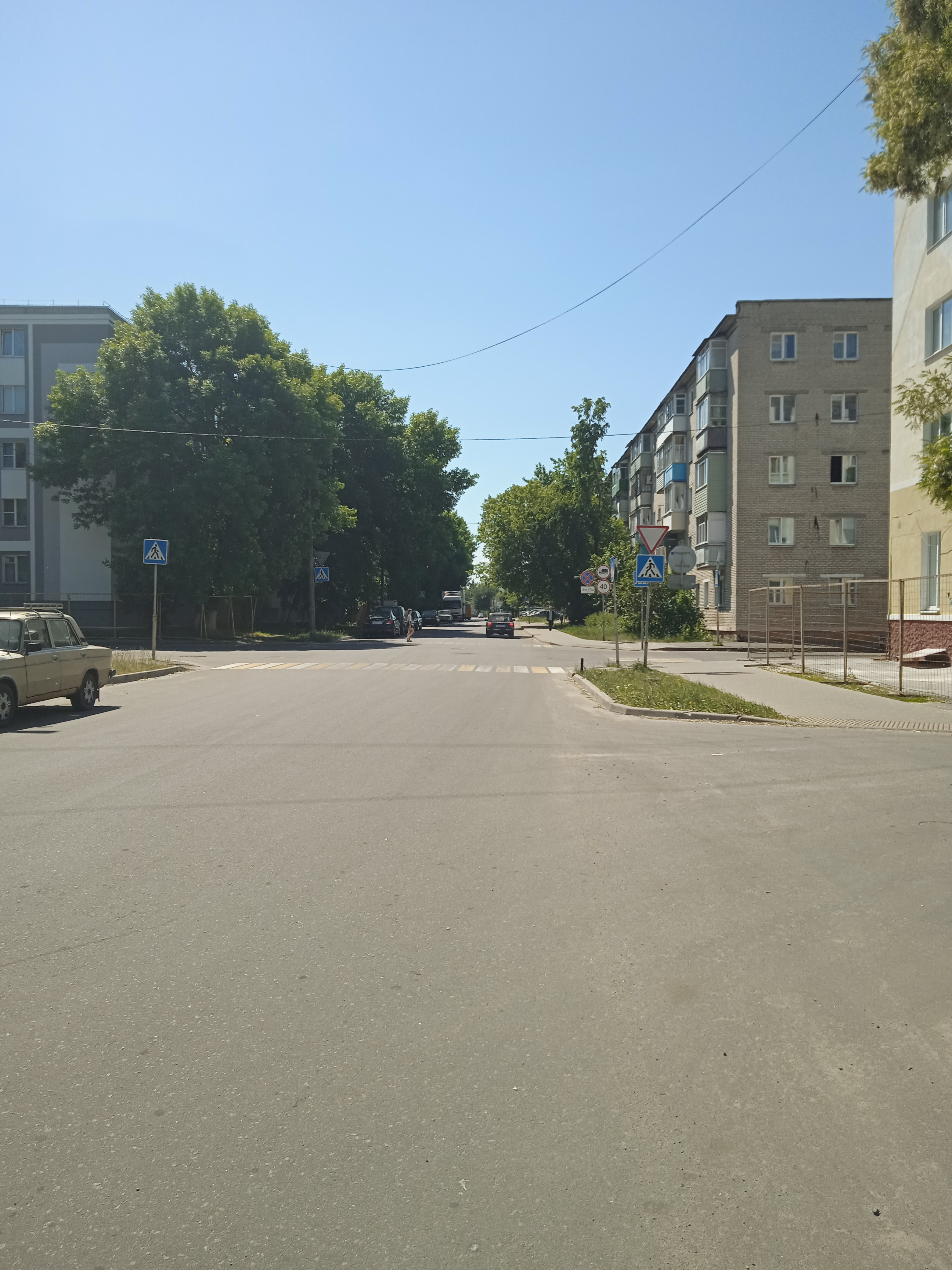
Улица Димитрова в Новобелицком районе г. Гомеля (Беларусь)

- Улица Димитрова в Новобелицком районе г. Гомеля (Беларусь)В городе Волгограде одна из улиц названа в честь Димитрова.
- В Воронеже одна из крупных улиц в Левобережном районе города носит имя Г. Димитрова.
- Во Владикавказе одна из улиц носит его имя.
- В Выборге именем Димитрова названа одна из улиц.
- В городе Гомеле (Белоруссия) одна из улиц названа в честь Георгия Димитрова (в Новобелицком районе).
- В городе Горловке, Донецкая область (Украина) есть бульвар Димитрова.
- В городе Димитровграде, Ульяновская область именем Димитрова назван проспект в западной части города.
- В городе Днепре (Украина) в честь Димитрова была названа одна из улиц Кировского района — переименована.
- В городе Ереване, Республика Армения, именем Димитрова была названа улица — переименована (в пр. Азатамартикнери).
- В Железногорске (Курская область) в честь Георгия Димитрова названа улица.
- В Ижевске есть улица им. Димитрова, расположенная в Октябрьском районе города. Переименована в 1957 году из улицы Ворошилова.
- В городе Иркутске в Правобережном районе есть проезд Димитрова.
- В городе Калининграде в честь Димитрова названа одна из центральных улиц.
- В Калуге на правом берегу реки Оки названа улица Георгия Димитрова.
- В с. Кайраклии и с. Копчаке, юг Молдовы есть ул. Димитрова.
- В Киеве ещё при его жизни в 1938 году именем Димитрова была названа бывшая Деловая улица. В 1977 году на фасаде дома № 7 была установлена аннотационная доска (бронза, гранит, барельеф; скульптор А. Н. Скобликов, архитектор А. Ф. Игнащенко). В ноябре 2014 улице вернули историческое название — Деловая.
- В Комсомольске-на-Амуре, Костроме, Майкопе, Омске, Малгобеке, Екатеринбурге, Рыбинске, Старом Осколе, Серове, Йошкар-Оле, Воркуте, Биробиджане, Севастополе, Усть-Илимске, Сарове, Янауле, Тюмени, Ангарске есть улица Димитрова.
- В городе Краматорске одна из улиц в районе Новом Свете (один из центральных районов частного сектора) носила имя Георгия Димитрова — переименована.
- В городе Красногорске названа улица в честь Георгия Димитрова.
- В городе Краснодаре улица Артельная в 1980 году переименована в улицу имени Г. Димитрова. Площадь перед кинотеатром «Космос», на которой был установлен памятник Г. Димитрову, также названа его именем, кинотеатр переименован в «Болгарию».
- В городе Красноярске есть улица Димитрова. Расположенный на ней гаражный массив называется «Димитровский».
- В городе Кривой Рог (Днепропетровская область, Украина) одна из улиц названа именем Георгия Димитрова — переименована.
- В городе-курорте Кисловодске расположен санаторий имени Георгия Димитрова.
- В городе Курске одна из улиц названа его именем.
- В Луганске (Украина) есть улица и квартал имени Г. Димитрова.
- В городе Могилёве (Белоруссия) один из проспектов назван в честь Георгия Димитрова (в 1982 году).
- В Минске в честь Георгия Димитрова названа улица.
- В Москве в честь Димитрова после его смерти в 1956 году была переименована одна из центральных улиц — Большая Якиманка, которой вернули первоначальное имя в 1992 году.
- В городе Назарово Красноярского края одна из улиц названа в честь Димитрова[источник не указан 348 дней].
- В городе Новодвинске Архангельской области одна из первых улиц названа в честь Димитрова, так как город возводился усилиями болгарских рабочих. Также в городе возведен бюст Георгию Михайловичу.
- В Новосибирске в честь Димитрова назван проспект в Железнодорожном районе города и один из автомобильных мостов через Обь.
- В Одессе — проспект Димитрова (с 1982, бывшая часть Львовской улицы). До 1982 года в честь Димитрова называлась одна из улиц на Слободке — переименована. Ныне проспект Академика Глушко.
- В городе Пномпене, Камбоджа имя Г. Димитрова носит одна из центральных магистралей (авеню #114), переименован
- В городе Рязани в честь Димитрова названа площадь. На ней расположены гостиница «Ловеч», названная в честь болгарского города-побратима Рязани, а также памятник советско-болгарской дружбы, открытый в 1974 году.
- В городе Саранске одна из улиц названа его именем.
- В Самаре именем Димитрова названа улица в Промышленном и Кировском районах, протянувшаяся более чем на 3 километра, а также установлена мемориальная доска на фасаде дома, в котором он жил и работал в 1941 году (настоящий адрес — улица Шостаковича б. Рабочая д. 5; пл. Чапаева).
- В Санкт-Петербурге именем Димитрова в 1974 году названа новая улица в районе Купчино, позже установлен памятник в сквере напротив кинотеатра «Чайка».
- В городе Сыктывкаре одна из улиц носит имя Г. Димитрова. На улице, носящей его имя, возведен бюст[19] Георгию Михайловичу. На данной улице проживает выдающийся деятель медицины республики Коми, отличник здравоохранения Росин Владимир Нисонович.
- В городе Твери, Тверская область в честь Георгия Димитрова названа одна из улиц.
- В городе Темиртау, Республика Казахстан в 1957 году в честь Димитрова названа одна из улиц, где в 1960 году был установлен памятник[20].
- В городе Улан-Удэ, Республика Бурятия именем Димитрова названа улица.
- В Ульяновске в честь Димитрова названа улица в жилом массиве Верхняя Терраса.
- В городе Уфе одна из улиц в Орджоникидзевском районе носит имя Г. Димитрова.
- В городе Херсоне (Украина), являющемся побратимом болгарского города Шумена, центральная улица микрорайона Шуменский названа в честь Г. Димитрова — переименована.
- В пгт Степном (Саратовская область) названа в его честь улица и расположен памятник Г. Димитрову, в знак вечной дружбы двух народов и благодарности болгарским строителям.
- В селе Твардице Республики Молдова одна из улиц названа в честь Димитрова.
- В пгт. Черноморском (Крым) один из микрорайонов назван болгарским и носит имя Димитрова. Микрорайон был построен болгарскими строителями по межгосударственной программой налаживания сотрудничества с Болгарией. На доме № 6 установлена мемориальная табличка.
- В городе Павлодаре, Республика Казахстан одна из улиц названа в честь Димитрова.
- В городе Димитрове, Украина, Донецкая область одна из улиц названа в честь Г. М. Димитрова — переименованы и город, и улица.
- В пгт. Шолоховском, Белокалитвинского района, Ростовской области в честь Димитрова названа одна из центральных улиц, на которой установлен бюст Г. М. Димитрова.
- В мкр. Комсомольском г. Донского Тульской области в честь Димитрова названа самая протяжённая улица.
- В Араратском области 1949 году прежный Неркин Куйласар назван и в 1979 году построили памятник в честь Димитрова.

### Разное

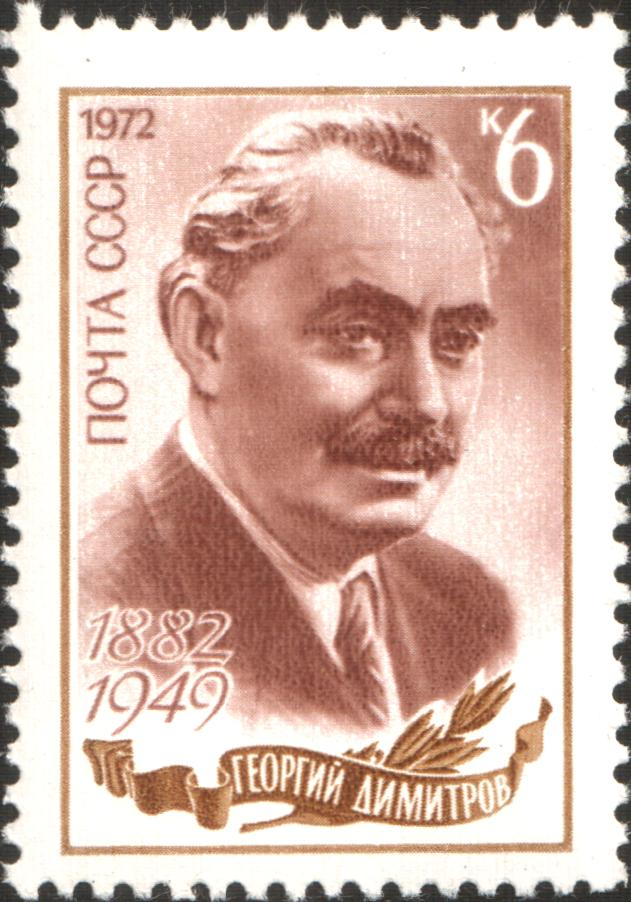
Почтовая марка СССР, 1972 год

- Почтовая марка СССР, 1972 годВ 1934 году азербайджанский поэт Самед Вургун написал поэму «Скамья смерти», посвящённую судебному процессу над Димитровым[21].

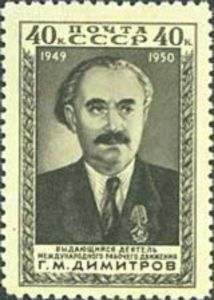
Почтовая марка, 1950 год

- Иоганнес Бехер посвятил Димитрову одноимённое стихотворение.
- Георгий Димитров выведен под именем Иоанна с Патмоса в романе Лиона Фейхтвангера «Лже-Нерон», где аллегорически показано установление гитлеровского режима в Германии.
- Лейпцигский процесс изображён в романе чешской писательницы Марии Пуймановой «Игра с огнём».
- Пребывание Димитрова в Москве во время войны показано в романе болгарского писателя Слав Христова Караславова «Низвергнутое величие».
- В честь Димитрова был назван орден Георгия Димитрова Народной Республики Болгарии.
- Медаль «100 лет со дня рождения Георгия Димитрова».
- Георгий Дмитров изображён на медали «За Участие в Сентябрьском восстании 1923 г.»
- В Магнитогорске есть поселок Димитрова, в Илекском районе Оренбургской области — поселок Димитровский[22].
- В 1934 году авиастроительный завод № 31 в Таганроге был назван в честь г. Димитрова.
- В Советское время в Октябрьском районе Актюбинской области (КазССР) был совхоз имени Г. Димитрова.
- В 1949 году городе Димитров (Донецкая область) угольная шахта названа в честь Г. М. Димитрова.
- Димитров изображен на почтовых марках Венгрии 1972 и 1982 года, ГДР 1962, 1972 и 1982 года.
- В Республике Казахстан (Костанайской области, Федоровского района) средняя школа № 1 носит имя Георгия Димитрова[источник не указан 2949 дней].
- В Архызе есть вершина, названная в честь столетия «Димитров-100»(Таулан).
- В Тюмени в Советское время русско-болгарская средняя общеобразовательная школа №4 (проезд Геологоразведчиков, д. 19, ныне  Лицей № 93, корпус № 1) носила имя Георгия Димитрова). В школе учились дети сотрудников и рабочих из Болгарии.

## Памятники
Белоруссия

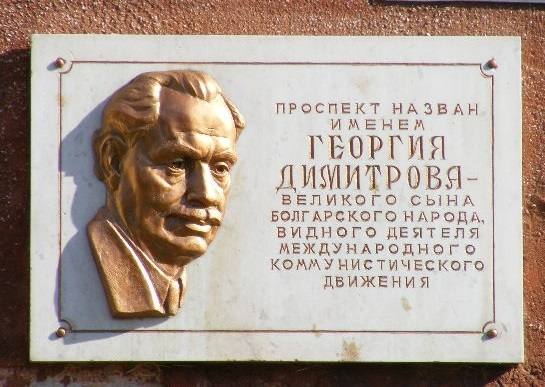
Мемориальная доска на доме № 33 по проспекту Димитрова в городе Могилев

- Мемориальная доска с барельефом Г. М. Димитрова, находящаяся на стене дома № 33, расположенном на проспекте Димитрова в городе Могилёве.

Болгария
- Памятник-бюст в городе Варна, у здания БСП.

Россия
- Памятник в городе Владикавказ, на улице Димитрова.
- Памятный знак в городе Волгодонск на площади Победы[23].
- Памятник-бюст в городе Гуково в болгарском переулке.
- Памятник в городе Димитровград, у школы № 25 по ул. Терешковой. Установлен в июне 1982 года — к 10-летию переименования Мелекесса в Димитровград. Скульптор Л. Балтоян, архитектор Е. Кутырев.
- Памятник-бюст в городе Железногорск (Курская область) сквер советско-болгарской дружбы, ул. Димитрова, 1982 г.
- Памятник в городе Краснодар. Установлен в 1980 году. Скульптор М. Георгиева, архитектор В. Т. Головеров.
- Бюст в селе Мазейка Добринского района, Липецкой области.
- Памятник-бюст в городе Магнитогорск.
- Памятник в городе Москва, на улице Б. Якиманка.
- Памятник-бюст в городе Оренбург на проспекте Гагарина.
- Памятный знак в городе Павловский Посад, на Площади Революции.
- Памятник-бюст в городе Санкт-Петербург в сквере Димитрова на улице Димитрова.
- Памятник-бюст в городе Старый Оскол, у городской общеобразовательной школы № 11.
- Памятник-бюст в городе Сургут. Установлен в 1987 году.
- Памятник в городе Сыктывкар, на улице Димитрова.
- Памятник-бюст в городе Усть-Илимск возле Муниципального автономного общеобразовательного учреждения «Экспериментальный лицей „Научно-образовательный комплекс“».
- Памятник-бюст в селе Черкизово Коломенского района Московской области.
- Памятник-бюст в посёлке Шолоховский. Установлен в 1969 году, в день рождения Димитрова.
- Памятник в городе Ярославль, напротив табачной фабрики «Балканская звезда», на перекрёстке улицы Победы и проспекта Октября. Установлен в 1985 году.

Украина
- Памятник в городе Мирноград (до мая 2016 г. сам город назывался Димитров), в микрорайоне Западный — демонтирован;
- Памятник-бюст в селе Нива Трудовая — демонтирован.

Бенин
- В городе Котону, Бенин. Гигантская статуя Георгия Димитрова стоит на одной из главных улиц.

Памятник-бюст Георгию Димитрову в Магнитогорске
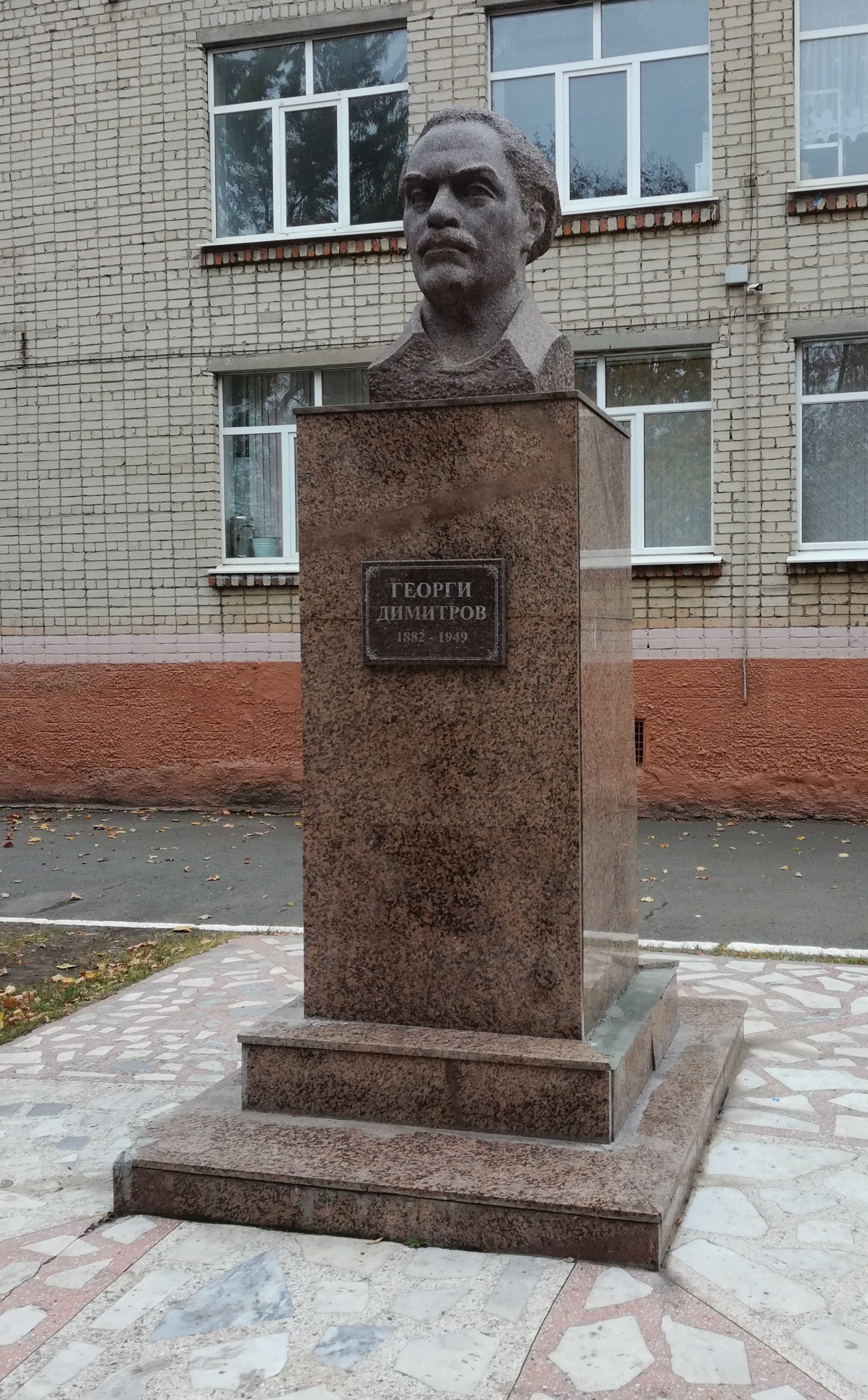
Памятник-бюст в городе Старый Оскол
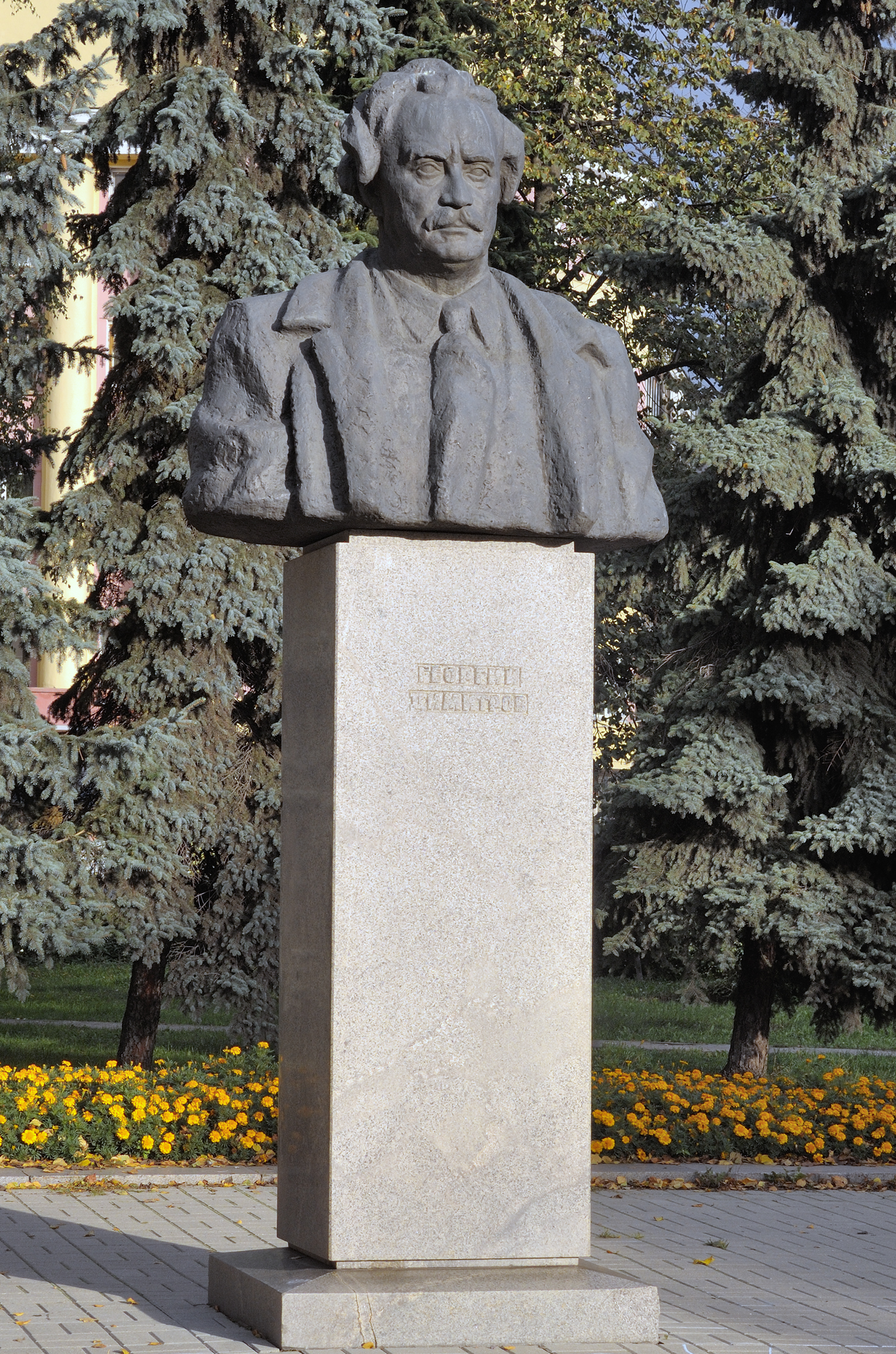
Памятник-бюст в городе Ярославль
Памятник в Москве

## Киновоплощения
- 1936 — «Борцы» / Kämpfer — камео
- 1957 — «Эрнст Тельман — вождь своего класса» / Ernst Thälmann — Sohn seiner Klasse (ГДР) — Георге Станеску
- 1957 — «Урок истории» — Стефан Савов
- 1972 — «Наковальня или молот» — Стефан Гецов
- 1977 — «Солдаты свободы» — Стефан Гецов
- 1976 — «Дополнение к закону о защите государства» — Стефан Гецов
- 2011 — «Отель Люкс» — Томас Тиме

## Труды и речи Г. Димитрова
- Димитров Г. Перед фашистским судом. — М.: Партиздат, 1936. — 192 с.
- Димитров Г. Ко второй годовщине героической борьбы испанского народа. М.: 1938.
- Димитров Г. В борьбе за единый фронт против фашизма и войны: Статьи и речи. 1935—1939 гг. — М.: Партиздат, 1937. — 151 с. То же. — М.: Политгиз, 1939. — 239 с.: портр.
- Димитров Г. Лейпцигский процесс. — М.: Госполитиздат, 1939. — 268 с.: ил.
- Димитров Г. Избранные произведения : В 2-х т. Пер. с болгар. / Предисл. В. Червенкова.
  - Т. 1: (1910—1937 гг.). — М.: Госполитиздат, 1957. — 527 с.: портр.
  - Т. 2: (1941—1949 годы). — М.: Госполитиздат, 1957. — 695 с.
- Димитров Г. Избранные произведения : в 2-х т. (1967—1968).
  - Т. 1: (1906—1937 гг.). — София: Изд-во лит. на иностр. яз., 1967. — 814 с.: портр.
  - Т. 2: (1939—1949 гг.). — София: Изд-во лит. на иностр. яз., 1968. — 873 с.: портр.
- Димитров Георгий Михайлович. 1882—1949. — М.: Госполитиздат, 1949. — 96 с.: портр.
- Димитров Г. М. Лейпцигский процесс: Речи, письма и документы / Под ред. и с предисл. Б. Н. Пономарева. — М.: Госполитиздат, 532 с. 1961
- Димитров Г.М. Избранные статьи и речи. — М.: Политиздат, 1972. — 415 с.
- Димитров Г. Дневник Георгия Димитрова (1941—1945). — М.: Кучково поле, 2020—640 с. — ISBN 978-5-907171-09-1